# 파라도르
파라도르(parador)는 스페인을 비롯한 스페인어권에서 고급 호텔을 의미한다.

## 개요
파라도르는 스페인에서 휴양지 등의 의미로 사용되고 있으며, 성이나 요새 등을 개조하여 만들어진다. 이러한 숙박 시설을 체인화하여 파라도레스 데 투리스모(Paradores de Turismo)라는 회사가 1928년에 창업되었다. 포르투갈에서는 포사다스 드 포르투갈(Pousadas de Portugal)이라는 비슷한 호텔 체인이 있다.